# 岸本裕一
岸本 裕一（喜樹朗）（きしもと ゆういち（きじゅうろう）、1953年4月 - ）は日本のYoutuber、起業家、政治家、経営学者（農学博士）。京都府出身。2009年6月6日祖父喜三郎50年祭を機に、先祖の名跡｢喜樹朗｣を襲名。

## 1. 略歴
- 1981年 - 京都大学大学院農学研究科博士後期課程修了（京都大学農学博士）
- 1981年 - 桃山学院大学経営学部助教授就任
- 1982年 - 日本農業経済学会賞受賞
- 1983年 - 日本商業学会賞受賞
- 1987年 - 桃山学院大学経営学部教授昇任
- 2006年 - 桃山学院大学総合研究所所長兼任
- 2008年 - FBO（料飲食専門家団体連合会）公認　名誉酒師酒匠
- 2009年 - 日本酒検定・検定委員会副委員長就任
- 2010年 - 株式会社エリアプロモーションジャパン設立（代表取締役就任）
- 2011年 - 京都観光おもてなし大使就任
- 2014年 - ロサンゼルス市役所特別表彰受賞（能による日米文化交流に対して）
- 2015年 - 桃山学院大学経営学部特任教授就任
- 2015年 - 自由民主党の公認を受け京都府議会議員選挙（京都市北区）に出馬し当選する（1回目）。
- 2019年 - 京都府議会議員選挙（京都市北区）に出馬し2度目の当選となる。
- 2021年 - 株式会社エリアプロモーションジャパンにおいて、旅行業登録（京都府知事登録旅行業、第地域 - 842号）。
- 2021年12月 - 京都府議会議員を辞職[1]
- 2023年6月 - youtube開始以来9ヶ月で収益化達成。

## 2. 研究者としての活動

### 1)主な研究領域
- 食品産業論
- 流通・マーケティング
- エンタテインメント・ビジネス論

### 2)主な学会活動
- 日本商業学会（幹事を歴任）

1983年 日本商業学会奨励賞受賞
2005年 全国大会準備委員長
- 社会経済システム学会（運営委員・監事を歴任）
- 日本農業経済学会（理事を歴任）

1982年 日本農業経済学会賞受賞
- 地域農林経済学会（理事。常任理事を歴任）

2002年 地域農林経済学会特別賞受賞
2006年 全国大会準備委員長
2009年 全国大会大会シンポジウム座長「地域ブランドの可能性と限界―食料産業の恵みを市民社会へ―」
- 多文化関係学会

2007年 インバイテッド・スピーカー
- 日本フードシステム学会

2011年 全国大会ミニシンポジウム基調講演

### 3)主な著書
- 『牛肉経済論』（中央畜産会、1982年）
- 『先進国の牛肉経済 』（富民協会、1984年）
- 『タイアップソング・マーケティング - カラオケ全盛時代のヒット曲のメカニズム』（同文舘出版、1998年）
- 『日本の農業流通システム - Japanese Agricultural Marketing Systems 』（桃山学院大学総合研究所、1998年）
- 『「バーモントカレー」と「ポッキー」 - 食品産業マーケティングの深層』（共著、農林統計協会、2000年）
- 『J‐POPマーケティング - IT時代の音楽産業』（共著、中央経済社、2002年）
- 『Brand・GM・SCM - 新世紀食品産業マーケティングのフロンティア 』（編著、農林統計協会、2004年）
- 『芸術・芸能の社会的基盤』（共著、桃山学院大学総合研究所、2005年）
- 『カジノ導入をめぐる諸問題2 - カジノ・マーケティングと地域活性化戦略ー』（編著、大阪商業大学アミューズメント産業研究所、2007年）
- 『食べることは人生充実の「自己実現」だ －食文化を守り風土に根差した食べ物をたべよう－』（編著、農林統計出版、2010年）
- 『地域ブランドづくりと地域のブランド化―ブランド理論による地域再生戦略―』（編著、農林統計出版、2011年）
- 『中国と気持ちよく付き合う方法』（編著、㈱エリアプロモーションジャパン、2012年）
- 『キッシー教授®のエンタテインメント・ビジネス論』（編著、㈱エリアプロモーションジャパン、2012年）
- 『キッシー教授®の流通論～流通産業活性化と日本経済の再浮上～』（編著、㈱エリアプロモーションジャパン、2013年）

### 4)その他
- 1990年代から学会の動向に先駆けてエンターテインメントや文化の分野を経営学・経済学の手法で研究するスタンスを確立。それまでの社会学や人類学などのアプローチだけでない斬新な視座を提示している。

## 3. 実業家（起業家）としての活動
- 2008年 - 名誉利酒師酒匠を受任し、翌年日本酒検定委員会副委員長に就任、日本食文化の情報発信に尽力する。
- 2010年 - 株式会社エリアプロモーションジャパンを設立（代表取締役就任）
- 2011年 - 門川大作京都市長より「京都観光おもてなし大使」に任命される。
- 2012年8月31日 - シンポジウム『関西がエンタメで元気になろう～地域経済浮上への展望』主催。於：ウェスティンホテル大阪
- 2012年 - 夏～秋にかけて、文化の国際交流として大阪、米・ロサンゼルス、京都にて『能で愉しむ観月の宴』のイベントをプロデュース。観世流能楽師シテ方梅若基徳氏とともにこの3都市にて能楽公演を開催。特にロサンゼルス公演では現地の人々からも好評を得て、多くのメディアでも紹介を受けた。
- 2014年8～9月 - アメリカ合衆国建国の故事を題材とした岸本自身の書き下ろし新作能「五月花（メイフラワー）」大阪公演・ロスアンゼルス公演を成功させる
- 2014年9月 - これまでの日米文化交流推進の取り組みが認められ、現地にて米・ロサンゼルス市役所特別表彰を受ける。
- 2020年11月 - 令和二年度（第75回）文化庁芸術祭において、創作能（日米文化交流-温故創新-プロジェクト）の公演をプロデュース。
- 2021年 - 株式会社エリアプロモーションジャパンにおいて、旅行業登録（京都府知事登録旅行業、第地域 - 842号）。

## 4. 外部リンク
- キッシー®︎エンタメ・ワールド - YouTubeチャンネル